# La Pryor
La Pryor es un lugar designado por el censo ubicado en el condado de Zavala en el estado estadounidense de Texas. En el Censo de 2010 tenía una población de 1643 habitantes y una densidad poblacional de 237,5 personas por km².

## Geografía
La Pryor se encuentra ubicado en las coordenadas 28°56′57″N 99°50′53″O / 28.94917, -99.84806. Según la Oficina del Censo de los Estados Unidos, La Pryor tiene una superficie total de 6.92 km², de la cual 6.91 km² corresponden a tierra firme y 0.01 km² (0.07 %) es agua.

## Demografía
Según el censo de 2010, había 1643 personas residiendo en La Pryor. La densidad de población era de 237,5 hab./km². De los 1643 habitantes, La Pryor estaba compuesto por el 85.82 % blancos, el 1.28 % eran afroamericanos, el 0.61 % eran amerindios, el 0 % eran asiáticos, el 0.55 % eran isleños del Pacífico, el 9.74 % eran de otras razas y el 2.01 % pertenecían a dos o más razas. Del total de la población el 90.51 % eran hispanos o latinos de cualquier raza.